# SC Austria Lustenau II
Der SC Austria Lustenau II ist die zweite Mannschaft des österreichischen Zweitligisten SC Austria Lustenau. Die Mannschaft spielt seit der Saison 2022/23 in der Vorarlbergliga, der vierthöchsten Spielklasse.

## Geschichte
Die Amateure von Lustenau stiegen 2001 erstmals in die viertklassige Vorarlbergliga auf. In der Debütsaison in der vierthöchsten Spielklasse belegte das Team den dritten Rang, auf den Meister FC Rot-Weiß Rankweil hatte man drei Punkten Rückstand. In der Saison 2002/03 wurde Lustenau II mit zehn Punkten Rückstand auf den FC Viktoria 62 Bregenz Vizemeister. In der Saison 2004/05 wurde die Mannschaft Meister und stieg somit erstmals in die drittklassige Regionalliga West auf. In der Debütsaison in der Regionalliga wurden die Vorarlberger Neunter. In der Saison 2006/07 belegte man den letzten Tabellenrang und stieg somit nach zwei Spielzeiten wieder in die Vorarlbergliga ab, auf die Nichtabstiegsplätze fehlten den Lustenauern fünf Zähler. Die Spielzeit hatte eigentlich nicht schlecht begonnen für die Amateure von Austria Lustenau, nach der Hinrunde war man noch in den Top 10 vertreten. Ab dem 17. Spieltag war man aber teilweise vollkommen chancenlos und machte nicht einen Punkt mehr, gekrönt wurde die katastrophale Rückrunde von einer 14:2-Niederlage gegen die Red Bull Juniors am letzten Spieltag, eine der höchsten Niederlagen der Geschichte der Westliga.
Wieder in der Viertklassigkeit angekommen, lief es für die Lustenauer wieder besser: In der Saison 2007/08 verpasste als Vizemeister man mit einem Punkt Rückstand auf den VfB Hohenems den sofortigen Wiederaufstieg in die Regionalliga. In der Saison 2008/09 folgte allerdings ein Einbruch: Zu Saisonende belegte man den elften Rang, dem Abstieg in die Landesliga entging man nur aufgrund der besseren Tordifferenz gegenüber dem FC Lauterach. Kurioserweise traf man genau am letzten Spieltag auf Lauterach und lag bis zur 83. Minute hinten, ehe ein Tor von Arben Selmani zum 2:2-Endstand spät den Klassenerhalt fixierte. In der Saison 2009/10 konnte man dem als Tabellenletzter dem Abstieg aber nicht mehr entgehen, auf das rettende Ufer fehlten fünf Punkte. Nach neun Jahren kehrte man somit wieder in die Landesliga zurück.
In der Saison 2010/11 wurde man jedoch direkt Meister in der fünfthöchsten Spielklasse und stieg nach einer Spielzeit wieder in die Vorarlbergliga auf. Die erste Saison nach der Rückkehr verlief durchaus erfolgreich, als Sechster hatte man mit einem Wiederabstieg nichts zu tun. In der Saison 2012/13 wurden die Lustenauer Amateure Neunter. Die Saison 2013/14 verlief schon wieder brenzliger, als Elfter hatte man nur zwei Punkte Vorsprung auf die Abstiegsränge. In der Saison 2014/15 wurde die Mannschaft Siebter. In der Saison 2015/16 verpasste man als Dritter mit drei Punkte Rückstand auf Hohenems knapp den Aufstieg. In der Spielzeit 2016/17 wurde Lustenau II Sechster.
In der Saison 2017/18 ging es als Zwölfter wieder in die untere Tabellenhälfte. In der Saison 2018/19 belegte man den siebten Rang. Da die Regionalliga West nach der Saison 2018/19 aufgelöst wurde und durch Eliteligen der Bundesländer ersetzt wurde, standen der Vorarlbergliga sieben Aufstiegsplätze zur Verfügung, wodurch Lustenau II nach 13 Jahren wieder in die Drittklassigkeit aufstieg. In der Debütsaison in der Eliteliga Vorarlberg belegte man nach dem Grunddurchgang den neunten Rang und hätte somit in der Abstiegsgruppe um den Klassenerhalt spielen müssen, allerdings wurde die Saison aufgrund der COVID-19-Pandemie vorzeitig abgebrochen. Am Ende der Saison 2021/22 musste Lustenau als Tabellenletzter wieder in die vierte Liga absteigen.

## Trainerhistorie
- Lassaad Chabbi (2001–2003)
- Markus Merz (2003–2005)
- Marcus Enzenebner (2005–2007)
- Roger Prinzen (2007–2009)
- Christian Mendes (2009–2010)
- Daniel Ernemann (2010–2012)
- Dalibor Miličević (2012–2014)
- Jürgen Patocka (2014)
- Mladen Posavec (2014)
- Christian Primavera (2014–2015)
- Daniel Ernemann (2015–2017)
- Michael Kopf (2017–2018)
- Björn Gasser (2018–2019)
- Harald Dürr (2019–2020)